# Kościół św. Jana Chrzciciela w Narewce
Kościół św. Jana Chrzciciela – rzymskokatolicki kościół parafialny znajdujący się w Narewce, w województwie podlaskim. Należy do dekanatu Białystok-Dojlidy archidiecezji białostockiej.

## Historia
Świątynia została wybudowana z drewna w latach 1908-1914. Pozwolenie na jej budowę uzyskał od władz carskich ks. Michał Buklarewicz. Projektantem kościoła został Ignacy Narbutt z Grodna. Budowa świątyni została ukończona pod kierunkiem ks. Juliana Borówko. Kościół został konsekrowany przez dziekana z Prużany, ks. Wiktora Białłozora 5 października 1914. Świątynia nosiła pewne cechy stylu zakopiańskiego. 5 lipca 1965 kościół spłonął.
W latach 1970–1973 w czasie urzędowania proboszcza Tadeusza Krawczenki na miejscu dawnego drewnianego kościoła wybudowany nowy murowany kościół zaprojektowany przez inżyniera architekta Michała Bałasza, z fasadą typu lombardzkiego. Budowla została konsekrowana 11 listopada 1973 roku przez ówczesnego administratora apostolskiego archidiecezji w Białymstoku, biskupa Henryka Gulbinowicza.